# Fumana trisperma
Fumana trisperma är en solvändeväxtart som beskrevs av Hub.-mor. och Reese. Fumana trisperma ingår i släktet barrsolvändor, och familjen solvändeväxter. Inga underarter finns listade i Catalogue of Life.